# Миронов, Андрей Сергеевич
Андрей Сергеевич Миронов (род. 4 января 1997, Казань) — российский футболист, полузащитник.

## Клубная карьера
Родился в Казани.
В 2004 году начал заниматься футболом в школе «Рубина», первый тренер Ильгизар Гайнутдинов.
18 июля 2014 года в матче первенства ПФЛ против «Сызрани-2003» дебютировал в профессиональном футболе за «Рубин-2».
24 сентября 2015 года в матче Кубка России против «СКА-Энергии» дебютировал в основном составе «Рубина».
Всего в составе «Рубина» становился бронзовым призёром молодёжного первенства в сезоне 2014/15, а также серебряным призёром в сезоне 2015/16.
В марте 2017 года на правах свободного агента перешел в латвийский клуб «Прогресс».
Летом 2017 года перешёл в «Оренбург». 
21 августа 2018 года на правах аренды присоединился к московскому «Торпедо». В сезоне 2018/19 стал победителем ПФЛ (зона «Центр»).
3 сентября 2019 года пополнил состав латвийского «Даугавпилса».

## Карьера в сборной
В 2012 году провёл 2 товарищеских матча за сборную России (до 15 лет).
С января по март 2014 года выступал за сборную России (до 17 лет).
В 2015 году вызывался в сборную России (до 18 лет), за которую провёл 10 матчей.
В период с октября 2015 года по март 2016 года играл в сборной России до (19 лет).

## Статистика выступлений
| Выступление        | Выступление      | Выступление      | Лига | Лига | Кубки | Кубки | Еврокубки | Еврокубки | Итого | Итого |
| Клуб               | Лига             | Сезон            | Игры | Голы | Игры  | Голы  | Игры      | Голы      | Игры  | Голы  |
| ------------------ | ---------------- | ---------------- | ---- | ---- | ----- | ----- | --------- | --------- | ----- | ----- |
| Рубин              | РФПЛ             | 2015/16          | 0    | 0    | 1     | 0     | 0         | 0         | 1     | 0     |
| Рубин              | Итого            | Итого            | 0    | 0    | 1     | 0     | 0         | 0         | 1     | 0     |
| → Рубин-2          | ПФЛ              | 2014/15          | 2    | 0    | —     | —     | —         | —         | 2     | 0     |
| → Рубин-2          | Итого            | Итого            | 2    | 0    | —     | —     | —         | —         | 2     | 0     |
| → Оренбург-2       | ПФЛ              | 2017/18          | 19   | 0    | —     | —     | —         | —         | 19    | 0     |
| → Оренбург-2       | Итого            | Итого            | 19   | 0    | —     | —     | —         | —         | 19    | 0     |
| → Торпедо (Москва) | ПФЛ              | 2018/19          | 11   | 0    | 0     | 0     | —         | —         | 11    | 0     |
| → Торпедо (Москва) | Итого            | Итого            | 11   | 0    | 0     | 0     | —         | —         | 11    | 0     |
| Даугавпилс         | Высшая лига      | 2019             | 3    | 0    | 0     | 0     | —         | —         | 3     | 0     |
| Даугавпилс         | Итого            | Итого            | 3    | 0    | 0     | 0     | —         | —         | 3     | 0     |
| Всего за карьеру   | Всего за карьеру | Всего за карьеру | 35   | 0    | 1     | 0     | —         | —         | 36    | 0     |

## Достижения
«Рубин»
- Серебряный призёр молодёжного первенства России: 2015/16
- Бронзовый призёр молодёжного первенства России: 2014/15

«Оренбург»
- Победитель ФНЛ: 2017/18
- Итого : 1 трофей

«Торпедо» (Москва)
- Победитель ПФЛ (зона «Центр»): 2018/19
- Итого : 1 трофей